# ボリス・ゴドゥノフ
ボリス・フョードロヴィチ・ゴドゥノフ（ロシア語: Бори́с Фёдорович Годуно́в, ラテン文字転写: Boris Fyodorovich Godunov  発音、1551年頃 - 1605年4月23日/ユリウス暦4月13日）は、ロシア・ツァーリ国のツァーリ（在位：1598年 - 1605年）。

## 生涯

### 権力の掌握

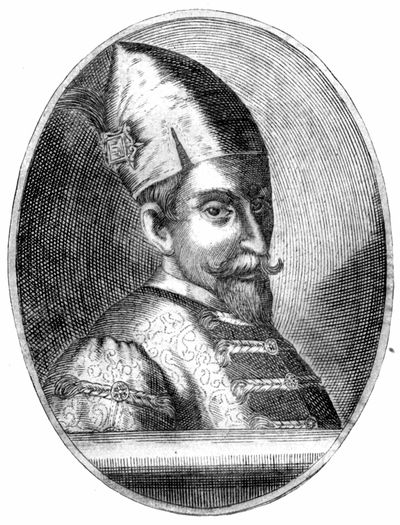
フョードル1世

ボリスはコストロマ地方の下級貴族の出身で、先祖は14世紀にモスクワ大公国に臣従したタタールといわれる。
ボリスは若い頃にオプリーチニキ隊に所属し、1570年あるいは1571年にイヴァン4世の寵臣マリュータ・スクラートフの娘マリヤと結婚したことにより、権勢を得る道を開いた。
ボリスは有能な顧問官としてイヴァン4世の信任厚く、1580年には大貴族に叙せられたうえ、妹のイリナが皇子フョードルの妃となる栄誉に恵まれた。
1584年にイヴァン4世が死に、義弟フョードルがフョードル1世として即位すると、その摂政団の一員となる。
さらに1588年までに大貴族のイヴァン・シュイスキーやヴァシーリー・シュイスキーなどのライバルを一掃し、以後は単独で国政を指導することとなった。

### 皇弟ドミトリーの死

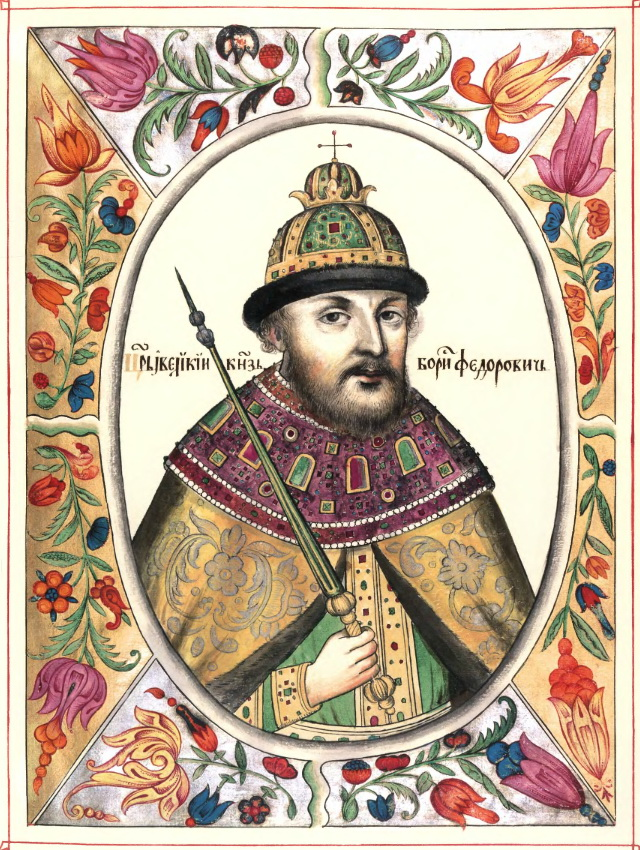
ボリス・ゴドゥノフ

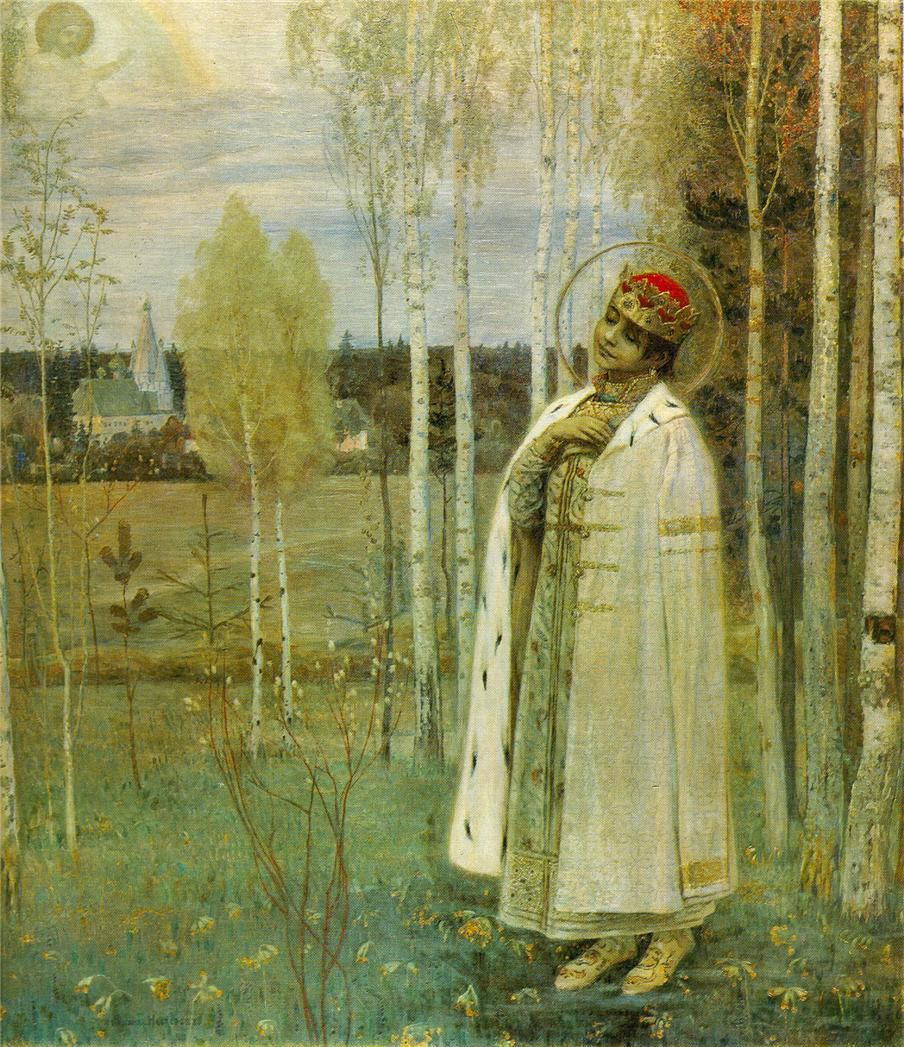
ドミトリー

1591年、フョードル1世の異母弟ドミトリーが謎の死を遂げると、ボリスはヴァシーリー・シュイスキーにその死因調査を命じた。
ヴァシーリー・シュイスキーは、ドミトリーがナイフを持って遊んでいたときにてんかんの発作を起こし、自分の持っていたナイフで喉を傷つけてしまった、と事故死として判断した。
しかし、ドミトリーは子供のいなかった兄フョードル1世の事実上の後継者であったことから、人々の間ではツァーリの座を狙うボリスの仕業だという噂がまことしやかに語られ、これ以降彼の人生に重くのしかかることとなった。
ただ、ボリスが関与したという話は確固とした証拠がなかったため、この時点では彼にさほど影響を与えなかった。

### 摂政としての政治

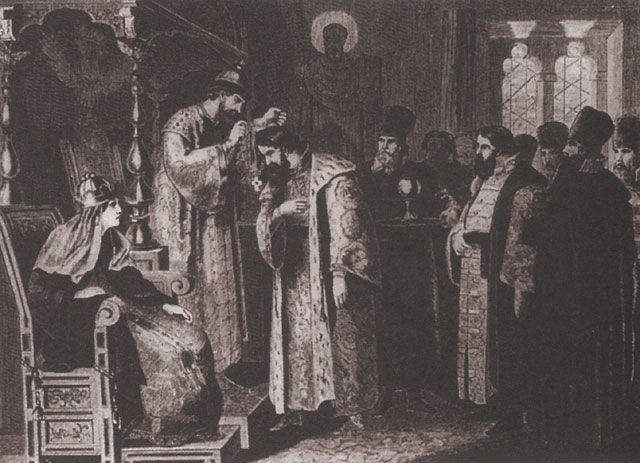
ボリス・ゴドゥノフとフョードル1世。その治世はボリスが全権を握っていた。

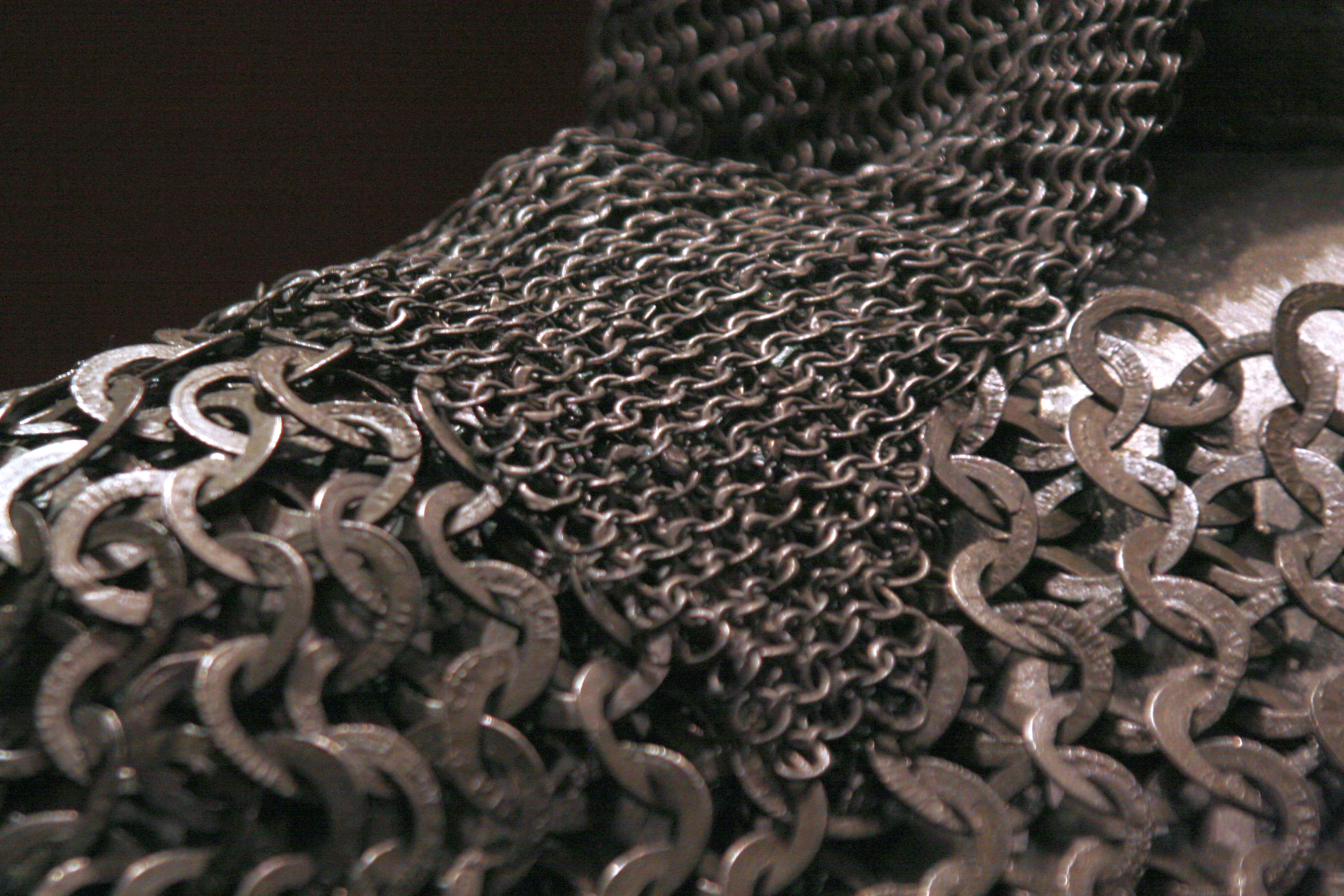
ボリス・ゴドゥノフの鎧

外交面ではイングランドと友好を強め、1590年からのロシア・スウェーデン戦争に勝利してフィンランド湾沿岸部を回復した。
西シベリアへの進出も成功を収め、イェルマークの率いるコサック傭兵軍団は、1598年にはシビル・ハン国を滅ぼしてモスクワ国家の版図を拡げた。
また、1589年にモスクワ総主教座が置かれ、正教会内でのモスクワの地位を高めた。
しかし当時のモスクワ国家は甚大な経済的・社会的危機を迎えていた。飢饉と重税のため逃亡農民が激増し、労働力不足と税収の落ち込みで国家・社会は停滞しつつあった。
ボリスは農民の移動制限などで対処したが、効果は出なかった。南部や東部へ大量に逃亡・移住した農民やコサックを国家はうまく管理出来なかった。

### 即位とその治世

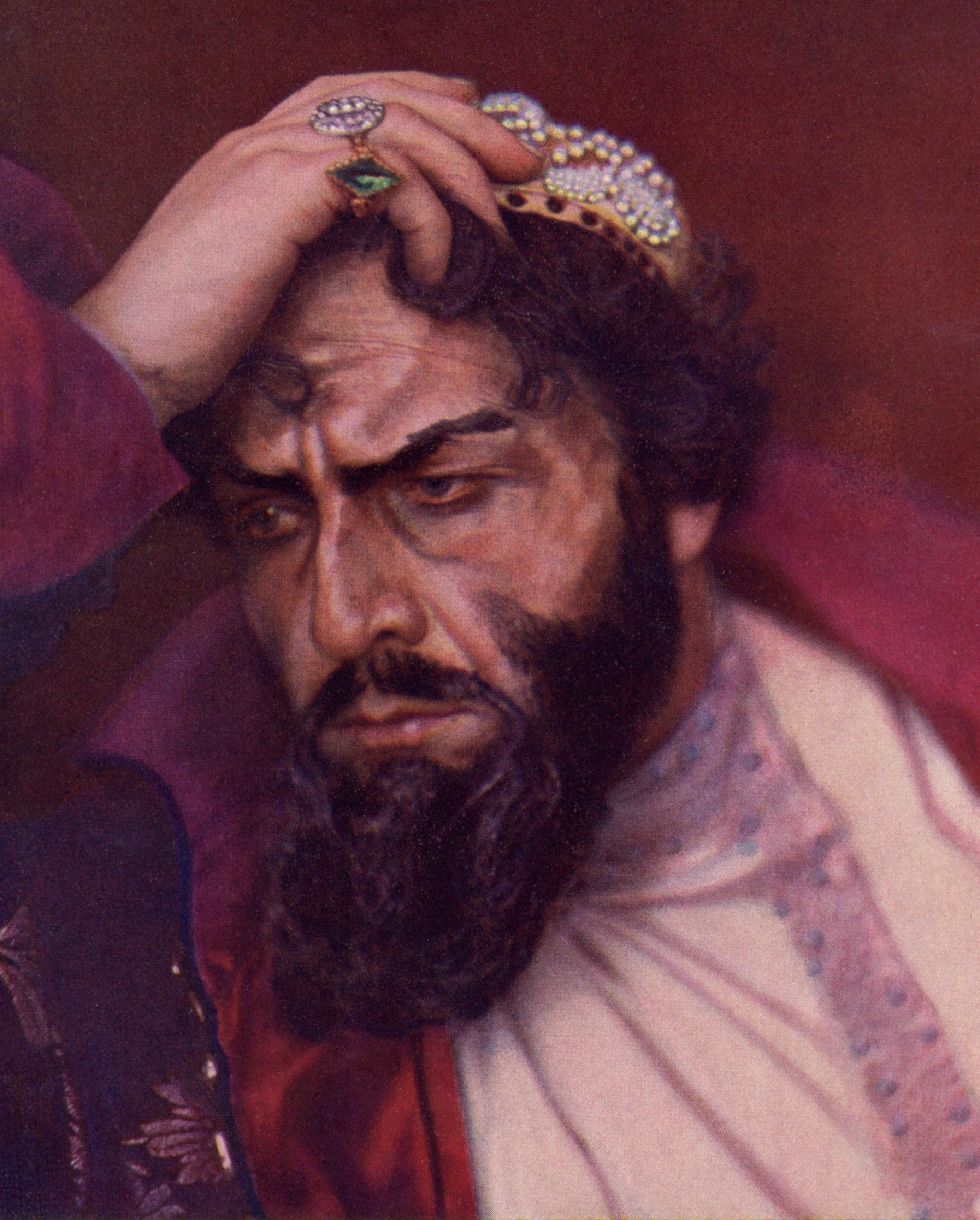
頭を抱えるボリス・ゴドゥノフ。彼は7年間ロシアを統治したが、その治世は混乱を極めた。

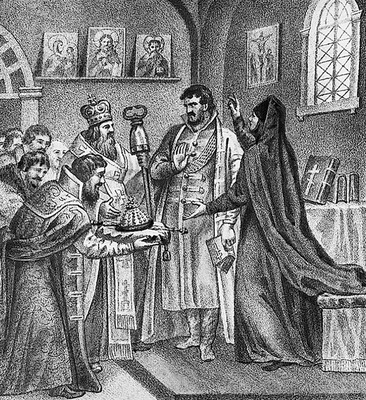
ボリス・ゴドゥノフの即位

1598年1月、男子のないフョードル1世が崩じてリューリク朝が絶えると、摂政で義兄のボリスが全国会議でツァーリに選出された。また、ボリスが貴族会議による権限制約を拒むと、リューリクの流れをくまないボリスは帝位を受ける出自でない、と貴族から反発が挙がった。そのため、ボリスはフョードル・ロマノフら主だった有力貴族を失脚させ、反対派を力で抑え込んだ。

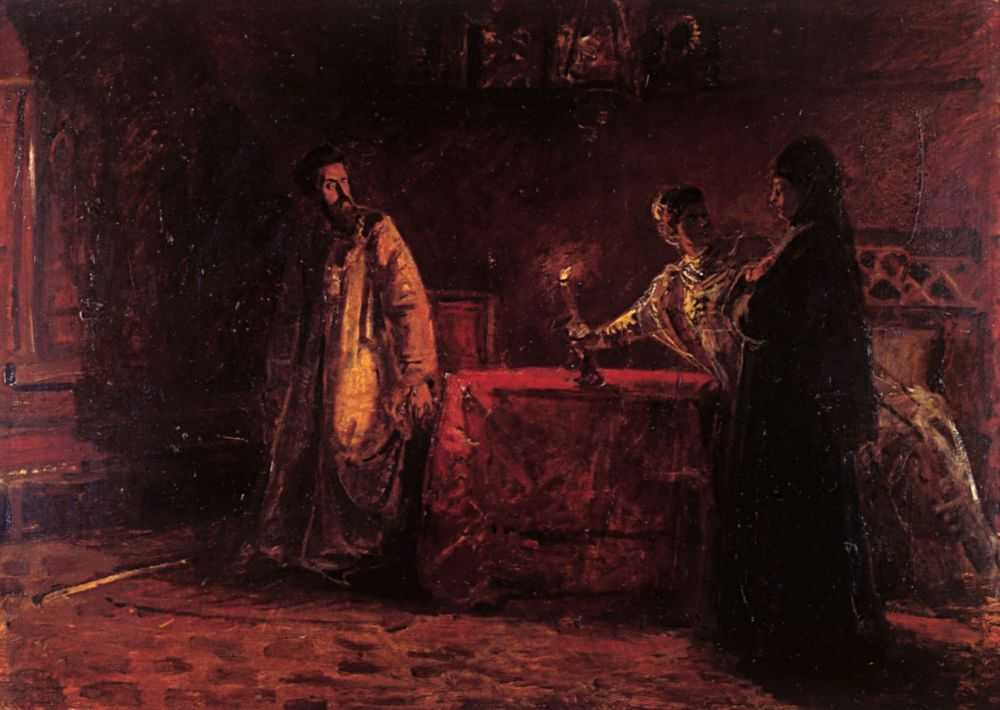
ボリスはドミトリーの死について確認するため、その母マリヤ・ナガヤを召還した。

おまけにボリスの治世には災害が頻発し、凶作や飢餓、疫病は各地で猛威をふるうなど不運だった（ロシア大飢饉）。ボリスは対策を立てたものの、農民や逃亡奴隷は暴動をおこし、国内は機能停止状態に追い込まれ、政府の対応策は全く意味をなさなかった（動乱時代）。
1604年、死亡したはずの皇子ドミトリーを名乗る若者が現れ、ポーランド人やコサック、不満分子を従えて反乱を起こした。ボリスはこれを「偽ドミトリー」と呼んだが、この偽ドミトリーは国内の多くの人々に本物の皇子と信じられ、反体制派は彼を主君と仰いだ。自称ドミトリーへの支持が全国に広がるなか、既に体調が悪化していたボリスは1605年4月に急死し、息子のフョードルがフョードル2世としてツァーリに即位した。

## 人物像

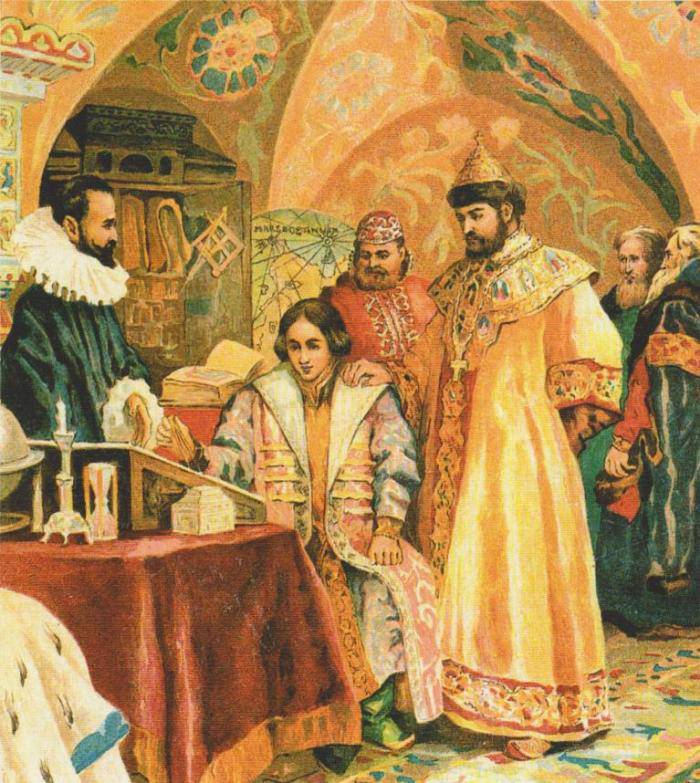
息子フョードルの勉強を見るボリス

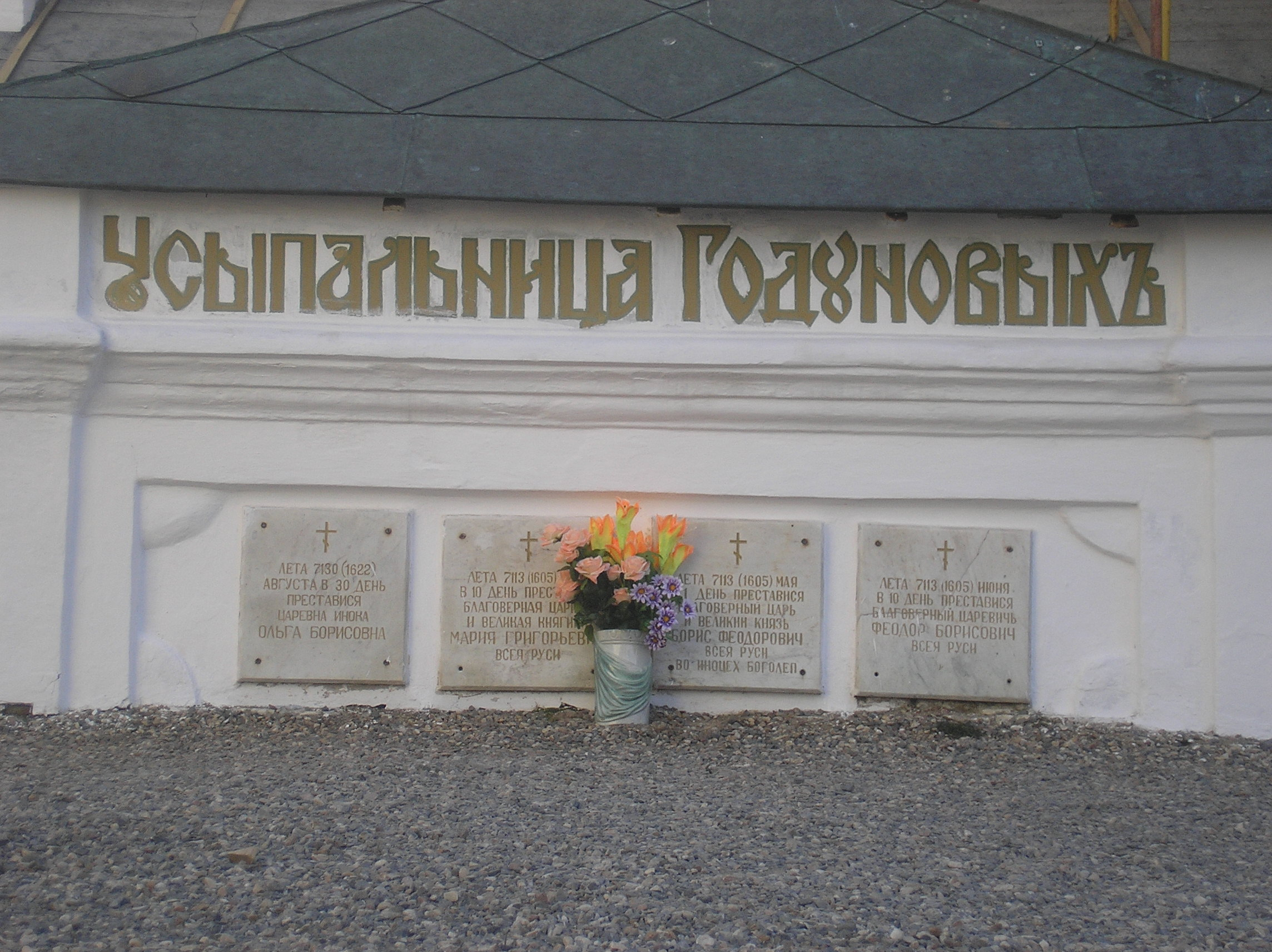
ボリス・ゴドゥノフの墓所（息子のフョードル2世も眠っている）

ボリス・ゴドゥノフは黒髪で長身と端正な容貌の持ち主で、猜疑心が強い性格だったらしい。
また、ボリスは西欧の文化に心酔しており、娘クセニヤや息子フョードルには西洋志向の高度な教育をうけさせ、イギリス貴族を子供たちの結婚相手にしようと考えていた時期もあった。
そのため、19世紀始めの歴史家ニコライ・カラムジンからは「オリバー・クロムウェルのような性質の持ち主」と評されている。
その生涯を扱った作品としては、アレクサンドル・プーシキンの史劇『ボリス・ゴドゥノフ』と、それに着想を得たモデスト・ムソルグスキーは同名の歌劇『ボリス・ゴドゥノフ』を作しており、これが現在では代表的である。

## ドミトリーの殺害に関して

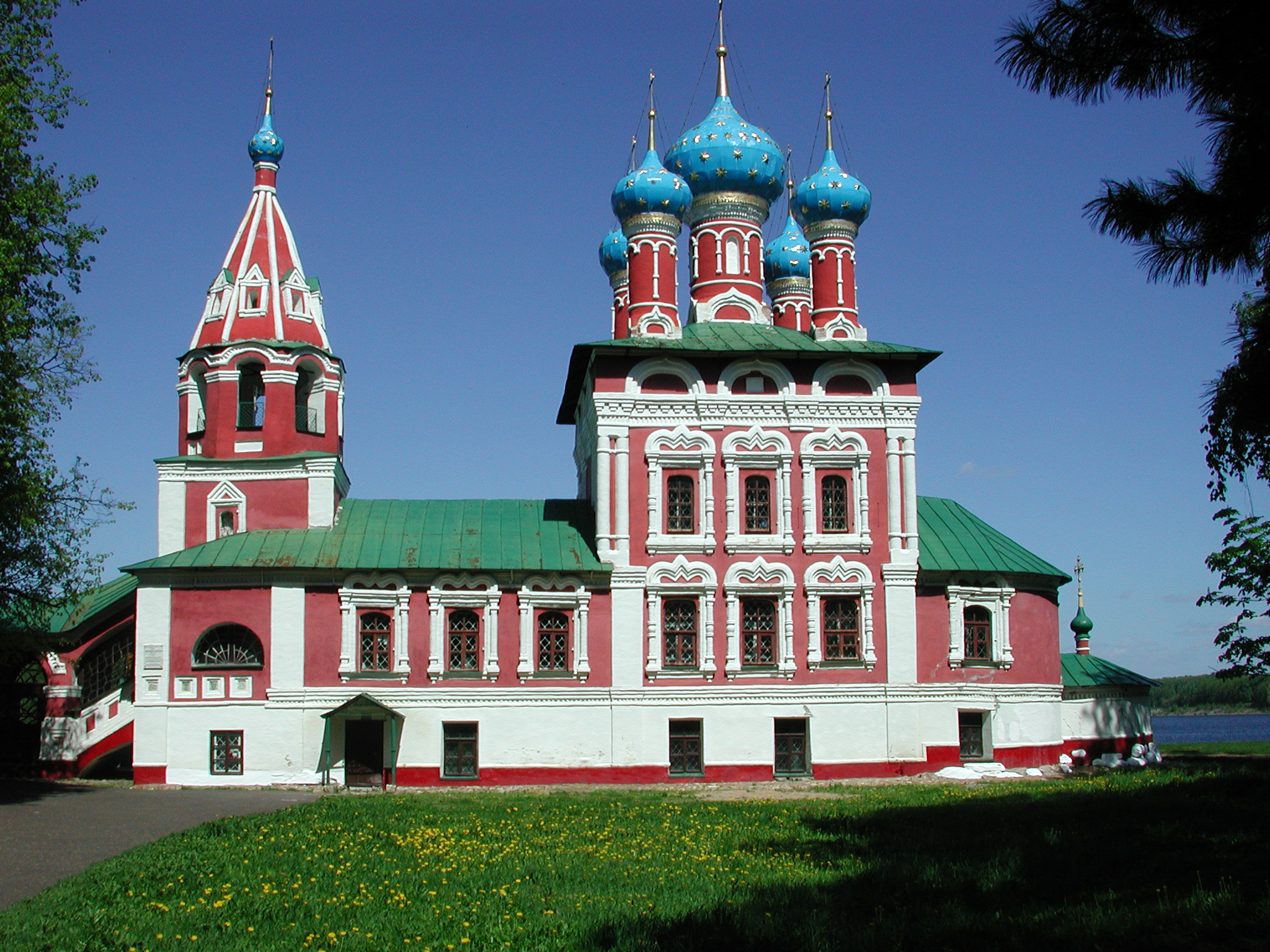
ドミトリーの「殺害現場」に建てられた、血の上のドミトリー皇子教会

ボリス・ゴドゥノフがフョードル1世の弟ドミトリーを暗殺したという説は、ドミトリーの死後すぐに人々の間で噂され、オペラの題材にされるなど300年以上にわたり信じられてきた。
しかし、そのようなことをすればフョードル1世の摂政をしていた彼に疑いの目が向くのは必至であり、頭の良かった彼がわざわざそのようなことをするのか、というのが最近のロシア歴史家の見解であり、この暗殺説はあまり信じられなくなってきている。
となると、ヴァシーリー・シュイスキーの当初の見解通り、ドミトリーはナイフを持って遊んでいたときにてんかんの発作を起こし、自分の持っていたナイフで喉を傷つけてしまったという事故説と考えるのが妥当であり、この説が近年有力となっている。

## 文学作品
- アレクサンドル・プーシキン『ボリス・ゴドゥノフ（英語版）』（1831年）